# Porrhomma rakanum
Porrhomma rakanum är en spindelart som beskrevs av Takeo Yaginuma och Saito 1981. Porrhomma rakanum ingår i släktet Porrhomma och familjen täckvävarspindlar. Inga underarter finns listade i Catalogue of Life.